# Mariborski naddekanat
Mariborski naddekanat je rimskokatoliški naddekanat, ki je bil ustanovljen 20. marca 2002 z reorganizacijo dotedanjih štirih naddekanatov (I., II., III. in IV.) Škofije Maribor.
13. decembra 2006 je bila iz njega izločena Dekanija Jarenina, ki je postala sestavni del novonastalega Slovenjegoriškega naddekanata.

## Dekaniji
- Dekanija Dravsko polje
- Dekanija Maribor

Na spletni strani Nadškofije Maribor je objavljeno: »v smislu preoblikovanja pastoralnih struktur v mariborski nadškofiji mesta naddekanov v obdobju 2021 - 2026 niso zasedena.« 